# Abus de faiblesse en droit français
Pour un article plus général, voir Abus de faiblesse.
Cet article concerne le délit. Pour le film de Catherine Breillat, voir Abus de faiblesse (film).
En droit français, un abus de faiblesse consiste à exploiter l'état d'ignorance ou de vulnérabilité psychique ou psychologique d'une personne pour l'amener à prendre des engagements dont elle est incapable de voir l'importance.

## Définition
L'abus de faiblesse est défini comme le fait d'abuser d'une personne en profitant de son ignorance ou de sa faiblesse physique ou mentale. Il s'agit plus largement de profiter de la vulnérabilité d'une personne, pour la conduire à faire un acte contraire à son intérêt.

## L'abus de faiblesse en Droit français
En droit français, Il existe deux délits d'abus de faiblesse, sanctionnés par deux textes différents, l'un par le code pénal et l'autre par le code de la consommation : 

### Infraction prévue par le code pénal
Dans le code pénal, l'abus de faiblesse a été institué par la loi du 12 juin 2001 dite "About-Picard".
L'article 223-15-2 du code pénal défini l'abus de faiblesse comme « l'abus frauduleux de l'état d'ignorance ou de la situation de faiblesse soit d'un mineur, soit d'une personne dont la particulière vulnérabilité, due à son âge, à une maladie, à une infirmité, à une déficience physique ou psychique ou à un état de grossesse, est apparente ou connue de son auteur, soit d'une personne en état de sujétion psychologique ou physique résultant de l'exercice de pressions graves ou réitérées ou de techniques propres à altérer son jugement, pour conduire ce mineur ou cette personne à un acte ou à une abstention qui lui sont gravement préjudiciables ».
La commission de cette infraction fait encourir à son auteur, trois ans d'emprisonnement et 375 000€ d'amende.
La peine est portée à 5 ans d'emprisonnement et 750 000 euros d'amende lorsque l'infraction est commise par le dirigeant de fait ou de droit d'un groupement qui poursuit des activités ayant pour but ou pour effet de créer, de maintenir ou d'exploiter la sujétion psychologique ou physique des personnes qui participent à ces activités.
Enfin la peine est de 7 ans d'emprisonnement et un million d'euros d'amende lorsqu'elle est commise en bande organisée.

### Infraction prévue par le code de la consommation
L'abus de faiblesse est également incriminé par le code de la consommation dans son article L. 121-8 et sanctionne spécialement l'abus « de la faiblesse ou de l'ignorance d'une personne pour lui faire souscrire, par le moyen de visites à domicile, des engagements au comptant ou à crédit sous quelque forme que ce soit, lorsque les circonstances montrent que cette personne n'était pas en mesure d'apprécier la portée des engagements qu'elle prenait ou de déceler les ruses ou artifices déployés pour la convaincre d'y souscrire ou font apparaître qu'elle a été soumise à une contrainte. »
Cette infraction est classée parmi les pratiques commerciales interdites. C'est la loi du 22 décembre 1972 qui avait institué cette infraction, mais le délit était inhérent au démarchage et ne pouvait être commis qu'à l'occasion d'une visite à domicile.
La loi du 18 janvier 1992 à élargi l'incrimination en ajoutant des dispositions complémentaires qui figurent désormais aux articles L. 121-9 et L.121-10 du code de la consommation. Le premier article énumère une liste de circonstances dans lesquelles l'abus de faiblesse peut-être commis, et le second prévoit des hypothèses dans lesquelles l'auteur de l'abus de faiblesse se fait remettre des sommes d'argent, un paiement sous quelques forme que ce soit, ou des valeurs mobilières sans contrepartie.
Par conséquent, contrairement au code pénal où l'abus de faiblesse peut être commis dans n'importe quelle circonstance, à condition que la victime se trouve dans un état de faiblesse, le code de la consommation impose que l'auteur ait commis son abus dans le cadre de l'une des circonstances précisément listées par le code. Si ce n'est pas le cas, le comportement ne serait alors pas pénalement sanctionnable.

## Autres cas dans lesquels des abus de faiblesse peuvent être constatés et sanctionnés

### Déontologie médicale
La déontologie médicale proscrit par le Code de déontologie l’abus de faiblesse des patients par les médecins, et plus particulièrement les relations intimes et actes à caractère sexuel de médecin à patient, au regard de l’obligation éthique du respect du patient et de sa dignité imposé par l’article R.4127-2 du Code de la santé publique. Cet abus de faiblesse est induit par la relation ascendante que le médecin a sur son patient si le professionnel se sert de l’état de vulnérabilité ou d’ignorance du patient pour abuser de lui.
La jurisprudence de la Chambre disciplinaire de l’ordre des médecins condamne plus particulièrement les inconduites à caractère sexuel dans la décision n°12445 du 12 janvier 2016. En mars 2019, le Conseil national de l’Ordre des Médecins a donc procédé à une modification des commentaires de l’article 2 du Code de déontologie médicale, sur le respect de la vie et de la dignité de la personne, afin d’interdire les relations sexuelles avec les patients.
Toute agression sexuelle, harcèlement et discrimination envers son patient lui est bien entendu formellement interdit par la simple loi.

## Sources

### Sites
- Article 131-27 du code pénal
- Article L122-8 du Code de la consommation
- Ministère de l'économie et des finances
- Les victimes

### Livres
- Lexique des termes juridiques 2013